# Газаев, Валерий Нодариевич
Газаев Валерий Нодариевич — украинский спортсмен, общественный деятель. Заслуженный мастер спорта Украины (2022). Заслуженный тренер Украины (2022). Капитан Национальной сборной Украины по богатырскому многоборью U105 (с 2017 года). Семикратный чемпион Украины (17, 18, 19, 20, 21, 22, 23). Чемпион Европы в личном (2021), в парном (2019,2021), в командном (2018,2021) зачете. Четырёхкратный чемпион мира в команде (2017,2019,2021,2023). С 3 июля 2023 года — начальник департамента физической культуры и спорта Мелитольского городского совета Запорожской области. Основатель и руководитель благотворительного фонда «Поддержка Мелитополя».

## Биография

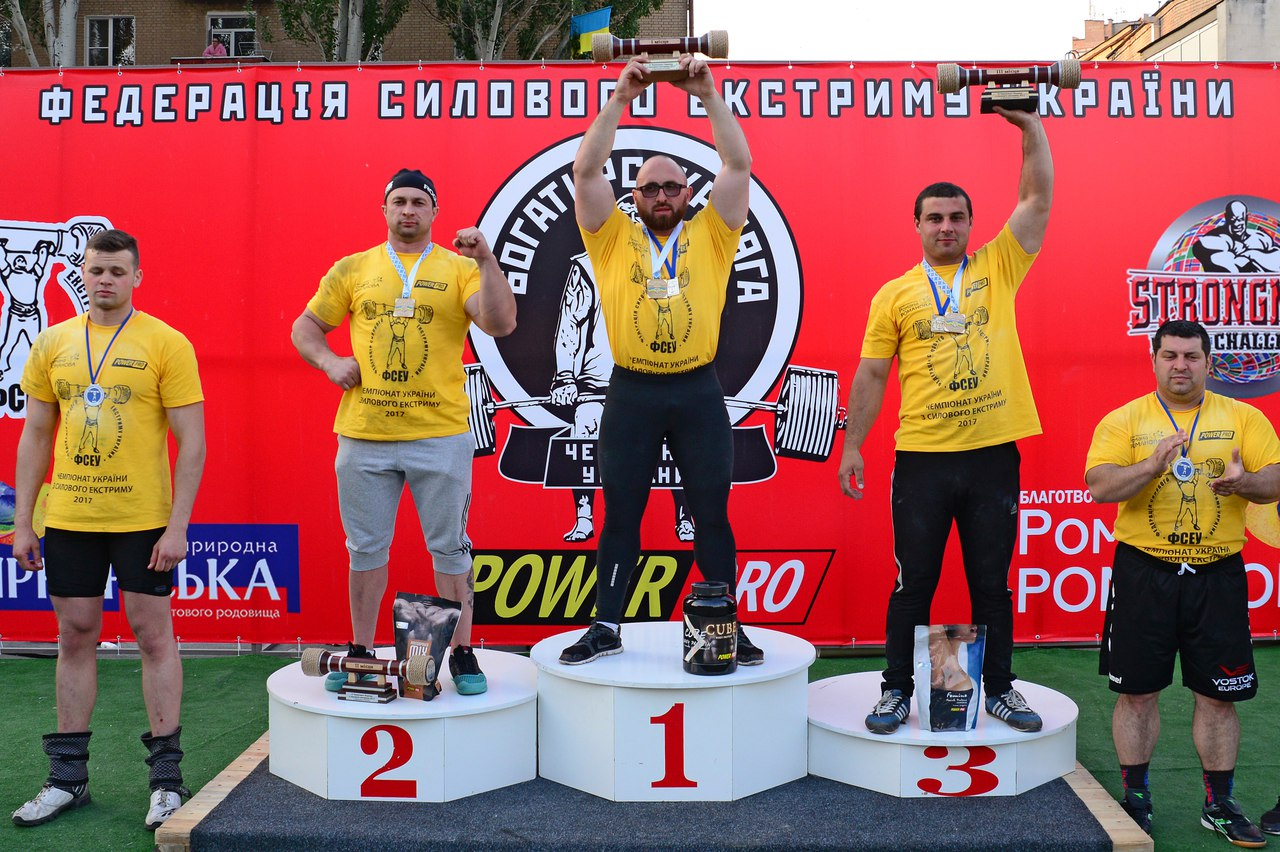
Чемпионы Украины по силовому экстриму 2017.

Валерий Нодариевич Газаев родился 20 октября 1987 года в Херсоне. До 2004 года проживал в селе Нижние Торгаи Нижнесерогозского района Херсонской области. Занимался легкой атлетикой, многократный чемпион района в беге на 3000 метров среди школьников. Жизнь протекала своим чередом в спорте и учёбе (Валерий был отличником, и лишь в 8 и 11 классе в табеле появились несколько восьми, и девятибалльных оценок) до 16 октября 2003 года. В этот день ушел из жизни его отец, вследствие чего через год Валерий переехал на постоянное место жительства в Мелитополь Запорожской области, где и получил среднее образование. С сентября 2004 года начинает заниматься пауэрлифтингом. В 2010 году на кубке Украины выполняет норматив мастера спорта. В этот же период начинает совмещать два вида спорта — пауэрлифтинг и богатырское многоборье, последний, в будущем, становится приоритетным в его спортивной карьере. В 2011 году дебютирует, как организатор турниров по богатырскому многоборью с дружеской встречи сборных Мелитополя и Крыма (первые победили со счетом 4:1). В 2015 году, создает и возглавляет ОО «Федерация мас-рестлинга Украины». На всех последующих мировых первенствах сборная Украины уверенно входила в ТОП-4 лучших сборных мира и Европы.
В марте 2016 года, вместе с единомышленниками регистрирует и возглавляет ОО"Федерация силового экстрима Украины", которая впоследствии, в 2019 году входит в состав министерской «Федерации сильнейших атлетов Украины и перетягивания каната», где Валерий занимает должность вице-президента.
Всего на данный момент, в соревновательной спортивной карьере Валерия 200 турниров по богатырскому многоборью, пауэрлифтингу и армлифтингу.
После вторжения 24 февраля 2022 года российской федерации в Украину и начала полномасштабной войны, как руководитель «Федерации мас-рестлинга Украины» принимает решение о выходе Национальной федерации с состава МФМР и прекращения каких либо контактов и отношений. В это же время, в Мелитополе основывает и становится руководителем благотворительного фонда «Поддержка Мелитополя». Деятельность которого направлена на помощь жителям оккупированных территорий юга Украины, пострадавшим в результате российской агрессии.

## Образование
- — (2010) ВУЗ: Таврический государственный агротехнологический университет имени Дмитрия Моторного. Специальность: «Экономика предприятия». Квалификация: специалист по экономике предприятия.
- — (2016) ВУЗ: Мелитопольский государственный педагогический университет имени Богдана Хмельницкого. Специальность: «История». Квалификация: магистр, «Историк. Преподаватель истории».
- — (2020) ВУЗ: Луганский национальный университет имени Тараса Шевченка. Специальность: «Физическая культура и спорт». Квалификация: «Магистр физической культуры и спорта, тренер по выбранному виду спорта, преподаватель учреждений высшего образования».

## Национальный реестр рекордов Украины
- — 25 мая 2016 года попал в национальный реестр рекордов Украины, перенеся вместе с девятью богатырями федерации трехтонную карту Украины, созданную из железобетона, на 25 метров за 26 секунд (г. Полтава).[1].

- — 14 октября 2019 года вместе с Владимиром Пындусом, Константином Ильиным и Владимиром Цифрой протянули танк Т-72 массой 41 тона на расстояние 3,35 метра (г. Коломыя).
- — 10 октября 2020 года в г. Ивано-Франковске был установлен уникальный рекорд. Девять сильнейших богатырей Украины протащили в упоре сидя с помощь канатов связку из 9 пассажирских автобусов общей массой 100 тонн, на расстояние 7 метров 9 сантиметров. В команду богатырей вошли: Валерий Газаев, Алексей Новиков, Олег Сылка, Олег Пылыпяк, Валентин Бурмистров, Иван Деркач, Владимир Цыфра, Олег Пяста, Андрей Осокин.

## Чемпион Украины
- — богатырское многоборье 2017, 2018, 2019, 2020, 2021, 2022, 2023
- — богатырская тяга 2018, 2019, 2020, 2021, 2022, 2023
- — двоеборье Static Monsters 2018, 2019, 2020, 2021, 2022
- — командный чемпионат Украины 2016, 2020, 2021
- — трак пул 2021
- — лог лифт 2021
- — армлифтинг 2016, 2017
- — пауэрлифтинг (WPA) 2017
- — кросслифтинг 2018

## Награды и звания

### Награды и звания
- — Мастер спорта Украины по пауэрлифтингу ІPF (2010)
- — Мастер спорта Украины по богатырскому многоборью (2019)
- — Мастер спорта Украины международного класса по богатырскому многоборью (2020)
- — Заслуженный мастер спорта Украины (2022)
- — Заслуженный тренер Украины (2022)
- — Почетный гражданин Нижнесерогозского района (2020)
- — Орден ІІІ степени «За заслуги перед Запорожским краем» (2021)
- — «Спортсмен года по неолимпийским видам спорта в Запорожской области 2021» (2021)
- — Спортсмен года по неолимпийским видам спорта в Мелитополе 2022 (2022)
- — Благодарность Национальной академии педагогических наук Украины «За вклад в развитие студенческого спорта в Украине»
- — Благодарность Министерства молодёжи и спорта Украины «За существенный личный вклад в развитие физической культуры и спорта Украины».

## Личная жизнь
15 августа 2015 года женился на Потемкиной Анастасии Александровне. 24 июля 2016 года у них родился сын, которого назвали в честь отца Валерия — Нодар.

## Семья
- Пилиев, Константин Григорьевич (род. 28 февраля 1983 года в Белицком) — украинский тяжелоатлет, бронзовый призёр чемпионата Европы по тяжёлой атлетике 2005 года. Участник Олимпийских игр 2012 года. Мастер спорта международного класса.
- Отец — Газаев Нодар Данелович (15.05.1955 г.р.) родился в Грузии в Тетрицкаровском районе. В 1983 году Нодар переехал в село Нижние Торгаи (Херсонская область), где встретил Наталью Ивановну Коваль (19.07.1962 г.р.). В 1985 году они поженились, а через 2 года у них родился сын Валерий.
- Жена — Анастасия Газаева
- Сын — Нодар

## Карьера
- С 2012 по 2015 — Официальный представитель Федерации «Сильнейших атлетов Украины и перетягивания каната» в Запорожской области
- С 2015 — Президент «Федерации Мас-Рестлинга» Украины, рефери Международной категории.
- С 2015 — Основатель и главный организатор Международного чемпионата «Strongman Open Challenge».
- С 2016 — Президент «Федерации Силового Экстрима Украины».
- С 2017 — Официальный представитель и куратор международной федерации богатырского многоборья «Ultimate Strongman» (Объединенное Королевство) в среднем весе в мире.
- С 2018 по 2023 — Заведующий кафедрой «Физического воспитания и спорта» Таврического государственного агротехнологического университета.
- С 2018 по 2022 — член президиума «Международной федерации мас-рестлинга» (самостоятельно покинул пост)
- С 2019 — вице-президент «Федерации сильнейших атлетов Украины и перетягивания каната»
- С 2019 по 2022 — член «Высшего судейско-дисциплинарного комитета международной федерации мас-рестлинга» (самостоятельно покинул пост)
- С 2019 — амбасадор города Мелитополя
- С 2022 — учредитель и руководитель благотворительной организации «Гуманитарный фонд „Поддержка Мелитополя“
- С 2022 — член президиума Европейской федерации мас-рестлинга
- С 2023 — начальник департамента физической культуры и спорта Мелитопольского городского совета.

## Тренерская деятельность
Самыми титулованными воспитанниками Валерия Нодариевича являются:
Мас-рестлинг:
— Польченко Алина —2-кратная чемпионка Украины, бронзовый призёр кубка мира (2015), серебряный призёр чемпионата Европы (2016).
— Беседин Дмитрий — бронзовый призёр II этапа, вице-чемпион финала кубка мира (2015), вице-чемпион общего зачета кубка мира (2015).
— Кушнир Алексей — 6-кратный чемпион Украины (2015—2020), бронзовый призёр чемпионата мира (2016), серебряный призёр чемпионата Европы (2018), бронзовый призёр этапов кубка мира (2017,2021), бронзовый призёр финала кубка мира (2019), бронзовый призёр Всемирных Игр кочевников (2018). Самый титулованный украинский мас-рестлер в истории.
— Нарыжный Вадим — 2-кратный чемпион Украины, бронзовый призёр I и II этапа и общего зачета кубка мира (2017).
— Сылка Олег — абсолютный чемпион Украины (2018), серебряный призёр абсолютного чемпионата Европы (2019), бронзовый призёр II этапа кубка мира (2019), абсолютный чемпион Мира (2019).
Богатырское многоборье:
— Скрипченко Александр — мастер спорта Украины международного класса, 5-кратный чемпион Украины в легком весе до 90 кг (2017—2021), чемпион мира Ultimate Strongman до 105 кг (2021), чемпион Европы и мира в командном зачёте (2021), победитель (2021) и бронзовый призёр чемпионата Европы в парном зачёте (2019), бронзовый призёр чемпионата Европы до 105 кг (2018), обладатель 15 рекордов Украины и одного рекорда мира. Чемпион Украины, финалист кубка мира по кросслифтингу.
— Давыденко Татьяна — 3-кратная чемпионка Украины (2019,20,21), победитель кубка Украины (2020), чемпионка Украины по богатырской тяге (2019,20,21), обладательница 11 рекордов Украины, чемпионка Мира в дисциплине Log Lift (2019).
— Бурмистров Валентин — мастер спорта Украины, многократный призёр чемпионата Украины, двукратный чемпион мира в составе сборной Украины (2019,2021).
— Капустин Сергей — двукратный чемпион мира по богатырскому двоеборью (2021,2022), чемпион мира по богатырской тяге (2022).

## Результаты соревнований

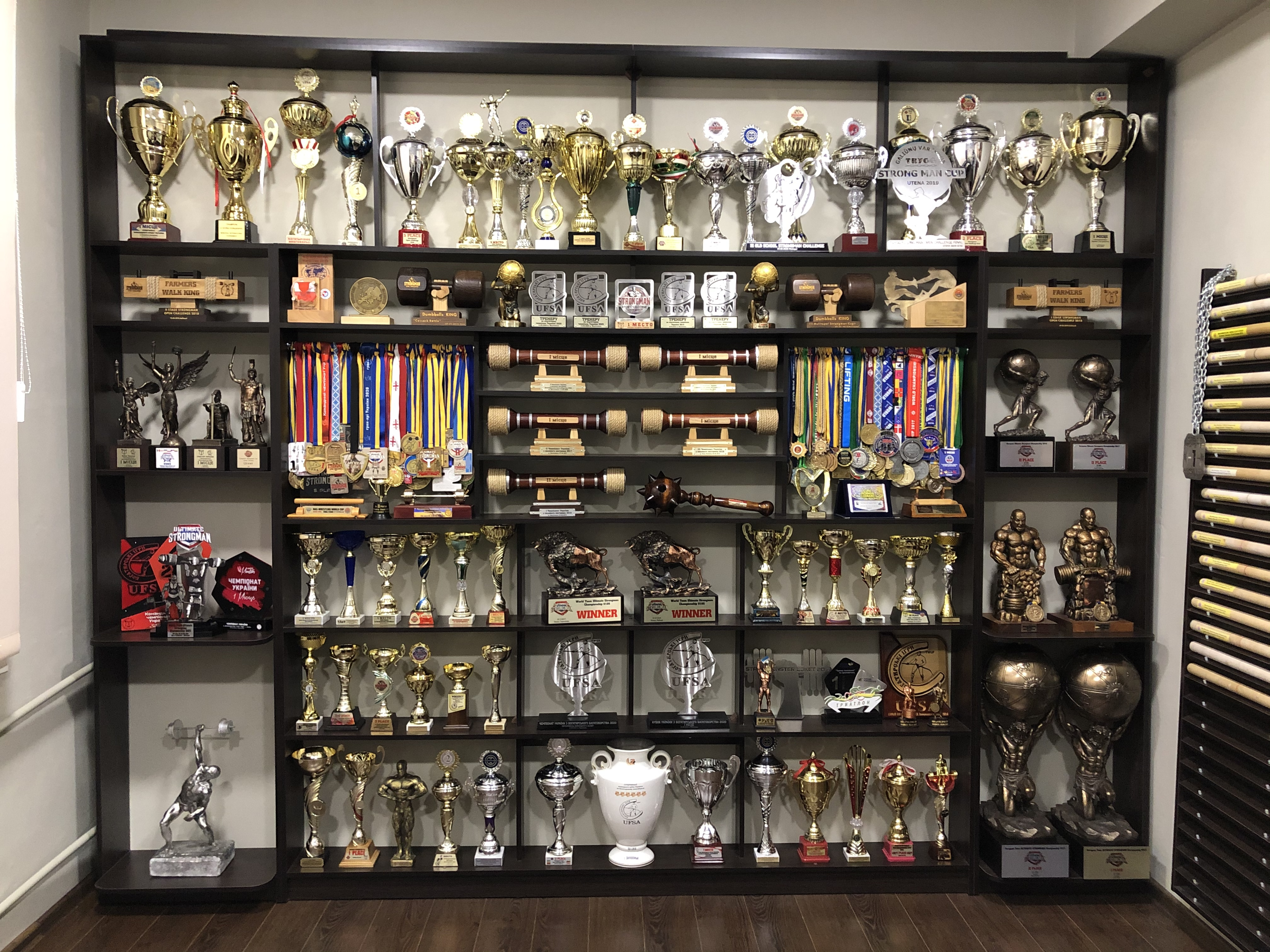
Награды, кубки, медали

### Пауэрлифтинг (IPF)
- 23.05.2010 — Открытый чемпионат Крыма (Керчь) 300-220-285 = 805 кг, в/к 110 кг, 2 место
- 10.12.2010 — Кубок Украины/Чемпионат Украины среди ВУЗов (Полтава) 320-220-290 = 830 кг, в/к 110, КУ- 4 место, ЧУ — 2 место
- 19.03.2011 — Кубок Дуная (Горная Оряховица, Болгария) 315-215-285 = 815 кг, в/к 105, 2 место
- 15.05.2011 — VIII турнир памяти Арабаджи В. В. (Бердянск) 330-225-300 = 855, в/к 120, 2 место
- 04.03.2012 — Открытый чемпионат Крыма по жиму лежа (Бахчисарай) 215 кг, в/к 105, 3 место
- 18.05.2013 — Х турнир памяти Арабаджи В. В. (Бердянск) 335—237,5-300 = 872,5, в/к 120, 1 место, абсолютный чемпион
- 22.12.2013 — Открытый Кубок Крыма (Симферополь) 320—242,5-312,5 = 875, в/к 105, 1 место

### Пауэрлифтинг (WPA)
- 02.11.2016 — World Cup of Champions (Москва) тяга (RAW) 287.5 кг, в/к 110, 1 место
- 19.03.2017 — Чемпионат Украины (Луцк) в/к 110, тяга (RAW) 292,5 кг, 1 место; жим лежа (RAW) 187,5 кг, 4 место.
- 07.10.2018 — Кубок Украины (Днепр) тяга (RAW) 290 кг, в/к 110, 2 место.

### Богатырское многоборье[2]
- 27.06.2010 — (дебют) Всеукраинский турнир „Богатырь Крыма“ (Керчь) — 6 место
- 09.05.2011 — Кубок Крыма (Кировское) — абсолютная в/к, 1 место
- 02.09.2011 — Командный кубок Украины (Лисичанск) — 5х5, абсолютная в/к, 3 место
- 04.09.2011 — Всеукраинский турнир на призы Вадима Колесниченко (Севастополь) — абсолютная в/к, 5 место
- 10.09.2011 — Всеукраинский турнир ко Дню физической культуры и спорта (Кировское, АР Крым) — абсолютная в/к, 1 место
- 24.09.2011 — Матчевая встреча „Мелитополь vs АР Крым“
- 22.10.2011 — Матчевая встреча „АР Крым vs Мелитополь“ (Севастополь) — тройки, абсолютная в/к, 2 место
- 02.09.2012 — Матчевая встреча „Кубок мэра“ (Лисичанск) — тройки, абсолютная в/к, 4 место
- 13.10.2012 — Матчевая встреча „Крым — Луганск — Запорожье“ (Севастополь) — тройки, абсолютная в/к, 3 место
- 14.10.2012 — Всеукраинский турнир „Кубок Запорожья“ (Запорожье) — абсолютная в/к, 2 место
- 21.10.2012 — Самый сильный человек Запорожского края (Мелитополь) — абсолютная в/к, 1 место
- 15.12.2012 — Всеукраинский турнир „I Рождественский фестиваль богатырского многоборья“ (Мелитополь) — пары, абсолютная в/к, 1 место
- 09.06.2013 — Самый сильный человек Запорожского края (Мелитополь) — абсолютная в/к, 1 место
- 28.07.2013 — Чемпионат Мира U-105 (Вышгород) — в/к 105, 11 место
- 03.08.2013 — Всеукраинский турнир „Кубок Севастополя“ (Севастополь) — пары, абсолютная в/к, 2 место
- 29.09.2013 — I открытый кубок Мелитополя (Мелитополь) — абсолютная в/к, 1 место
- 06.10.2013 — IV Богатырские игры шахтеров (Макеевка) — пары, абсолютная в/к, 1 место
- 12.10.2013 — Всеукраинский турнир „Осенний вызов“ (Севастополь) — тройки, абсолютная в/к, 3 место
- 23.02.2014 — Всеукраинский турнир „II Рождественский фестиваль богатырского многоборья“ (Мелитополь) — пары, абсолютная в/к, 2 место
- 23.03.2014 — Всеукраинский турнир „Кубок Харькова“ (Харьков) — абсолютная в/к, 3 место
- 09.05.2014 — Самый сильный человек Запорожского края (Мелитополь) — абсолютная в/к, 1 место
- 10.08.2014 — II этап командного кубка Украины (Мелитополь) — тройки, абсолютная в/к, 1 место
- 23.11.2014 — Финал командного кубка Украины (Запорожье) — тройки, абсолютная в/к, 2 место
- 01.02.2015 — Всеукраинский турнир „III Рождественский фестиваль богатырского многоборья“ (Мелитополь) — пары, абсолютная в/к, 2 место
- 07.03.2015 — I этап чемпионата Strongman Open Challenge (Киев) — абсолютная в/к, 3 место
- 13.06.2015 — III этап чемпионата Strongman Open Challenge (Коломыя) — абсолютная в/к, 3 место
- 05.07.2015 — IV этап чемпионата Strongman Open Challenge (Мелитополь) — абсолютная в/к, 1 место
- 25.07.2015 — III кубок им. Поддубного И. М. (Феодосия) — пары, абсолютная в/к, 3 место
- 14.08.2015 — V этап чемпионата Strongman Open Challenge (Севастополь) — абсолютная в/к, 3 место
- 22.08.2015 — VI этап чемпионата Strongman Open Challenge (Сорочинцы) — абсолютная в/к, 3 место
- 03.10.2015 — Strongman Team Open Challenge Украина — Литва — Грузия — Беларусь (Мелитополь) — тройки, абсолютная в/к, 2 место
- 17.10.2015 — Strongman Open Challenge 2015 — абсолютная в/к, 2 место
- 04.06.2016 — I открытый чемпионат Украины по силовому экстриму (Мелитополь) — в/к 105, 2 место
- 09.07.2016 — I этап чемпионата Strongman Open Challenge (Мелитополь) — абсолютная в/к, 2 место
- 31.07.2016 — Самый сильный человек Запорожского края (Бердянск) — абсолютная в/к, 1 место
- 16.10.2016 — Strongman Open Challenge 2016 — абсолютная в/к, 3 место
- 25.12.2016 — Финал командного кубка Украины (Мелитополь) — тройки, абсолютная в/к, 1 место
- 15.04.2017 — Overhead Strongman Challenge 2017 (Мелитополь) — абсолютная в/к, 1 место
- 27.05.2017 — II открытый чемпионат Украины по силовому экстриму (Мелитополь) — в/к 105, 1 место
- 01.07.2017 — чемпионат Европы „Ultimate Strongman“ (Арабатская стрелка) — в/к 105, 2 место
- 22.07.2017 — Международный турнир Static Monster (Карловы Вары, Чехия) — в/к 105, 1 место
- 23.09.2017 — Командный чемпионат Европы „Ultimate Strongman“ (Запорожье) — в/к 105, 2 место
- 03.12.2017 — Командный чемпионат Мира „Ultimate Strongman“ (Запорожье) — в/к 105, 1 место
- 10.12.2017 — Финал Strongman Open Challenge (Мелитополь) — абсолютная весовая категория 3-е место
- 02.03.2018 — Arnold Classic USA (Колумбус, США) — в/к 105, 25 место
- 07.04.2018 — Strongman Deadlift Challenge (Мелитополь) — пары, абсолютная в/к, 2 место
- 05.05.2018 — III чемпионат Украины по силовому экстриму (Новая Каховка) — в/к 105, 1 место
- 05.05.2018 — II чемпионат Украины по богатырской тяге (Новая Каховка) — в/к 105, 1 место
- 09.05.2018 — I этап чемпионата Strongman Open Challenge (Лисичанск) — абсолютная в/к, 1 место
- 12.05.2018 — II этап чемпионата Strongman Open Challenge (Мелитополь) — абсолютная в/к, 1 место
- 22.06.2018 — Чемпионат Европы „Ultimate Strongman“ (Арабатская стрелка) — в/к 105, 2 место
- 24.06.2018 — Командный чемпионат Европы „Ultimate Strongman“ (Мелитополь) — в/к 105, 1 место
- 07.07.2018 — Открытый чемпионат Грузии (Тбилиси, Грузия) — в/к 105, 1 место
- 22.07.2018 — Euro Ironman Lugmano (Италия, Пиза) — четверки, абсолютная в/к, 3 место
- 28.07.2018 — II этап чемпионата Strongman Open Challenge (Кирилловка) — абсолютная в/к, 1 место
- 11.08.2018 — Static Monster Ukraine (Днепр) — в/к 105, 1 место
- 18.08.2018 — Strongman Open Challenge 2018 — абсолютная в/к, 1 место
- 25.08.2018 — Strongman Team Open Challenge Украина — Европа (Ивано-Франковск) — шестерки, абсолютная в/к, 1 место
- 02.09.2018 — Кубок Украины (Лисичанск) — в/к 105, 2 место
- 13.09.2018 — Международный турнир „Тихоокеанский рубеж“ (Россия, Владивосток) — дюжина, абсолютная в/к, 1 место.
- 30.09.2018 — Командный чемпионат Мира „Ultimate Strongman“ (Мелитополь) — в/к 105, 2 место
- 10.02.2019 — II Всеукраинский турнир Old School Strongman Challenge (Днепр) — в/к 105, 1 место
- 20.04.2019 — IV чемпионат Украины (Мелитополь) — в/к 105, 1 место
- 20.04.2019 — III чемпионат Украины по богатырской тяге (Мелитополь) — в/к 105, 1 место
- 04.05.2019 — Парный чемпионат Европы „Ultimate Strongman“ (Мелитополь) — в/к 105, 1 место
- 19.05.2019 — Гран-при Франции (Сен-Кантен, Франция) — в/к 105, 1 место
- 31.05.2019 — Командный кубок Европы (Шарбогард, Венгрия) — абсолютная в/к, 2 место
- 07.07.2019 — Командный чемпионат Мира „UltimateStrongman“ (Мелитополь) — в/к 105, 1 место
- 14.07.2019 — Парный чемпионат Мира „UltimateStrongman“ (Ленти, Венгрия) — в/к 105, 3 место
- 03.08.2019 — Чемпионат Украины „Бревно+тяга“ (Мелитополь) — в/к 105, 1 место
- 03.08.2019 — Чемпионат Украины „Оверхед“ (Мелитополь) — в/к 105, 1 место
- 11.08.2019 — Чемпионат Европы „UltimateStrongman“ (Преров, Чехия) — в/к 105, 5 место
- 14.09.2019 — Кубок Украины (Лисичанск) — абсолютная в/к, 1 место
- 21.09.2019 — II этап кубка Европы (ГураХуморулуй, Румыния) — абсолютная в/к, 4 место
- 06.10.2019 — III этап кубка Европы (Тбилиси, Грузия) — абсолютная в/к, 2 место
- 06.10.2019 — Турнирпамяти Г.Доиджашвили (Тбилиси, Грузия) — в/к 105, 1 место
- 01.12.2019 — Кубок Европы (общийзачет) — абсолютная в/к, 1 место
- 28.02.2020 — Международный турнир III Old School Strongman Challenge (Мелитополь) — в/к 105, 1 место
- 14.06.2020 — V чемпионат Украины (Мелитополь) — в/к 105, 1 место
- 14.06.2020 — IV чемпионат Украины по богатырской тяге (Мелитополь) — в/к 105, 1 место
- 01.08.2020 — Гран-при Украины (Мелитополь) — в/к 105, 1 место; абсолютная в/к, 1 место
- 23.08.2020 — Всеукраинский турнир „Таргитай“ (Нижние Серогозы) — абсолютная в/к, 1 место
- 26.09.2020 — Командный чемпионат Украины (Мелитополь) — абсолютная в/к, 1 место
- 10.10.2020 — Чемпионат Украины по трак-пулу (Ивано-Франковск) — абсолютная в/к, 7 место.
- 24.10.2020 — Чемпионат Украины по двоеборью Static Monsters (Мелитополь) — в/к 105, 1 место

- 20.02.2021 — Турнир памяти Целюрика П. О. „Чертова дюжина WPL“ (Мелитополь) — абсолютная в/к, 1 место
- 27.02.2021 — IV Всеукраинский турнир Old School Strongman Challenge (Мелитополь) — в/к 105, 1 место
- 24.04.2021 — VI чемпионат Украины (Мелитополь) — в/к 105, 1 место
- 24.04.2021 — V чемпионат Украины по богатырской тяге (Мелитополь) — в/к 105, 1 место
- 25.04.2021 — Командный чемпионат Украины (Мелитополь) — абсолютная в/к, 1 место
- 06.06.2021 — Командный чемпионат Европы (Запорожье) — абсолютная в/к, 1 место
- 26.06.2021 — Emirates Strongest Man (Дубай, ОАЭ) — в/к 105, 3 место
- 10.07.2021 — Чемпионат Швейцарии II этап (Базель, Швейцария) — в/к 105, 3 место
- 11.07.2021 — Международный турнир Sterkste Man van Vlaanderen (Фландрия, Бельгия) — в/к 105, 5 место
- 18.07.2021 — Чемпионат Европы по трак пулу (Тбилиси, Грузия) — в/к 105, 1 место
- 18.07.2021 — II этап кубка Европы (Тбилиси, Грузия) — абсолютная в/к, 2 место
- 01.08.2021 — Командный чемпионат Мира „Ultimate Strongman“ (Запорожье) — в/к 105, 1 место
- 01.08.2021 — Командный чемпионат Европы „Ultimate Strongman“ (Запорожье) — в/к 105, 1 место
- 24.08.2021 — Международный турнир „Матч городов побратимов“ (Киев) — абсолютная в/к, 7 место
- 27.08.2021 — Чемпионат Европы „Ultimate Strongman“ (Батуми, Грузия) — в/к 105, 1 место
- 24.09.2021 — Парный чемпионат Украины (Бурштын) — абсолютная в/к, 3 место
- 24.09.2021 — Чемпионат Украины по парной богатырской тяге (Бурштын) — абсолютная в/к, 4 место
- 24.09.2021 — Чемпионат Украины по трак пулу (Бурштын) — в/к 105, 1 место
- 26.09.2021 — Парный чемпионат Европы „Ultimate Strongman“ (Мелитополь) — в/к 105, 1 место
- 27.09.2021 — Кубок Европы по трак пулу (Нижние Серогозы) — в/к 105, 5 место
- 24.10.2021 — Чемпионат Украины по Лог лифту (Мелитополь) — в/к 105, 1 место
- 24.10.2021 — Чемпионат Украины по двоеборью Static Monsters (Мелитополь) — в/к 105, 1 место
- 01.12.2021 — Кубок Европы (общий зачёт) — абсолютная в/к, 3 место
- 30.01.2022 — Гран-при Бразилии (Сан-Паулу) — абсолютная в/к, 4 место
- 12.02.2022 — V Всеукраинский турнир Old School Strongman Challenge (Мелитополь) — в/к 105, 1 место
- 07.10.2022 — Кубок Франции (г. Париж) — в/к 105, 1 место
- 15.10.2022 — Гран-при Грузии (г. Тбилиси) — в/к 105, 1 место
- 22.10.2022 — Командный чемпионат Мира „Ultimate Strongman“ (г. Ландсхут, Германия) — в/к 105, 2 место
- 30.10.2022 — Static Monsters Germany (г. Люнен, Германия) — абсолютная в/к, 1 место
- 24.12.2022 — VII чемпионат Украины (Ивано-Франковск) — в/к 105, 1 место
- 24.12.2022 — VI чемпионат Украины по богатырской тяге (Ивано-Франковск) — в/к 105, 1 место
- 21.01.2023 — Old School Czech (г. Часлав, Чехия) — в/к 105, 2 место
- 28.01.2023 — Old School Georgia (г. Тбилиси, Грузия) — в/к 105, 1 место
- 05.02.2023 — Grand Prix Armenia (г. Ереван, Армения) — в/к 120, 1 место
- 11.02.2023 — DFSA Power Challenge (г. Силькеборг, Дания) — абсолютная в/к, 2 место
- 01.04.2023 — VII чемпионат Украины по богатырской тяге (г. Одесса) — в/к 105, 1 место
- 29.04.2023 — чемпионат Европы U105 (г. Ереван, Армения) — в/к 105, 6 место
- 24.12.2023 — VIII чемпионат Украины (Запорожье) — в/к 105, 1 место
- 11.06.2023 — Чемпионат Европы по богатырской тяге (г. Рига, Латвия) — в/к 105, 3 место
- 17.06.2023 — Bolzplatz om Heid Strongman (г. Ольпе, Германия) — в/к 105, 2 место
- 26.06.2023 — Парный чемпионат Европы (г. Неймеген, Нидерланды) — в/к 105, 6 место
- 21.07.2023 — Кубок Европы по богатырской тяге (г. Батуми, Грузия) — в/к 105 кг, 3 место
- 09.09.2023 — Международный турнир „Deadlift Domination“ (г. Эссен, Германия) — в/к 110, 3 место
- 24.09.2023 — Командный чемпионат Мира „Ultimate Strongman“ (г. Фульда, Германия) — в/к 105, 1 место
- 01.10.2023 — Гран-при Финляндии (г. Пюхтяа, Финляндия) — в/к 105, 1 место

### Армлифтинг
- 23.04.2016 — V чемпионат Украины (Александрия) Silver Bullet — абсолютная в/к, 1 место
- 02.11.2016 — Чемпионат мира WAA (Москва) Silver Bullet — абсолютная в/к, 2 место
- 24.12.2016 — I Абсолютный чемпионат Украины по силе хвата (Мелитополь) Silver Bullet — абсолютная в/к, 2 место
- 26.03.2017 — VI чемпионат Украины (Днепр) Silver Bullet — абсолютная в/к, 1 место
- 28.10.2017 — Чемпионат мира WAF (Москва) Silver Bullet — абсолютная в/к, 2 место
- 06.11.2017 — Международный турнир Hungarian Grip Challenge (Дьер, Венгрия) Silver Bullet — абсолютная в/к, 1 место

### Кросслифтинг
- 26.05.2018 — Чемпионат Украины (Мелитополь) — в/к 110, 1 место

## Личные соревновательные рекорды (на момент 01.01.2022)
- Приседания со штангой — 335 кг (18.05.2013 г. Бердянск)
- Жим лежа — 242,5 кг (22.12.2013 г. Симферополь)
- Становая тяга (сумо) — 312,5 кг (22.12.2013 г. Симферополь)
- Пресс Викингов — 150 кг на 6 повторений (18.04.2015 г. Севастополь)
- Гигантский дамбл — 100 кг на 5 повторений за 2 минуты (25.07.2015 г. Феодосия)
- Богатырская тяга (+12 см) — 350 кг на 9 повторений (19.09.2015 г. Севастополь)
- Аксель — 130 кг на 4 повторения (04.06.2016 г. Мелитополь)
- Лог лифт — 150 кг (32 мм) (22.07.2017 г. Карловы Вары, Чехия)
- Богатырская тяга (лямки) — 280 кг х 7 повторений (01.07.2017 Арабатская стрелка)
- Богатырская тяга (лямки) — 300 кг х 3 повторения (10.12.2017 г. Мелитополь)
- Манхуд стоун — 160 кг х 125 см на 5 повторений/60 сек. (03.12.2017 г. Запорожье)
- Прогулка фермера — 2 х 130 кг на 40 метров за 20.53 сек. (05.05.2018 г. Новая Каховка)
- Приседания с акселем на груди — 200 кг х 6 повторений (22.06.2018 Арабатская стрелка)
- Природный камень на дальность — 151 кг х 50,5 метров (13.09.2018 г. Владивосток, Россия)
- Манхуд стоун на плече — 140 кг на 8 повторений/60 сек. (04.05.2019 г. Мелитополь)
- Лог лифт — 155 кг (27 мм) (14.09.2019 г. Лисичанск)
- Жим бревна лежа — 170 кг х 9 повторений (21.09.2019 г. ГураХуморулуй, Румыния)
- Богатырская тяга (лямки) — 352 кг (14.06.2020 г. Мелитополь)
- Лог лифт — 130 кг на 7 повторений/ 60 сек. (01.08.2020 г. Мелитополь)
- Богатырская тяга акселя Static Monsters — 417 (24.10.2021 г. Мелитополь)
- Подъём Зерхера — 242 кг (28.01.2023 г. Тбилиси, Грузия)
- Богатырская тяга — 365 кг (05.02.2023 г. Ереван, Армения)
- Подъём Зерхера — 250 кг (29.04.2023 г. Ереван, Армения)
- Богатырская тяга RAW — 270 кг на 9 повторений (24.09.2023 г. Фульда, Германия)
- Богатырская тяга (аксель) — 300 кг на 6 повторений (01.10.2023 г. Пюхтяа, Финляндия)

## Официальные рекорды Украины
Богатырское многоборье:
- Рекорд № 054: Богатырская тяга (лямки) — 332 кг (11.08.2018 г. Днепр), в/к 105 кг
- Рекорд № 058: Тяга акселя (лямки) — 250 кг на 10 повторений (02.09.2018 г. Лисичанск), в/к 105 кг
- Рекорд № 071: Тяга акселя — 268 кг (10.02.2019 г. Днепр), в/к 105 кг
- Рекорд № 080: Богатырская тяга (лямки) — 338 кг (04.05.2019 г. Мелитополь), в/к 105 кг
- Рекорд № 084: Шар на плече — 140 кг на 8 повторений/60 сек. (04.05.2019 г. Мелитополь), в/к 105 кг
- Рекорд № 093: Жим колоды лёжа — 170 кг на 9 повторений (21.09.2019 г. Гура Хуморулуй, Румыния), абсолютная в/к
- Рекорд № 095: Подъём Зерхера — 230 кг (28.02.2020 г. Мелитополь), в/к 105 кг
- Рекорд № 096: Богатырская тяга (лямки) — 352 кг (14.06.2020 г. Мелитополь)
- Рекорд № 103: Лог лифт — 130 кг на 7 повторений/ 60 сек. (01.08.2020 г. Мелитополь), в/к 105 кг
- Рекорд № 115: Богатырская тяга акселя Static Monsters стандарт — 400 кг (24.10.2020 г. Мелитополь), в/к 105 кг
- Рекорд № 116: Сумма двоеборья Static Monsters — 535,2 кг (24.10.2020 г. Мелитополь), в/к 105 кг
- Рекорд № 122: Подъём Зерхера — 232 кг (27.02.2021 г. Мелитополь), в/к 105 кг
- Рекорд № 123: Подъём Зерхера — 240 кг (27.02.2021 г. Мелитополь), в/к 105 кг

- Рекорд № 159: Богатырская тяга акселя Static Monsters стандарт — 407 кг (24.10.2021 г. Мелитополь), в/к 105 кг
- Рекорд № 160: Сумма двоеборья Static Monsters — 543 кг (24.10.2021 г. Мелитополь), в/к 105 кг
- Рекорд № 161: Богатырская тяга акселя Static Monsters стандарт — 417 кг (24.10.2021 г. Мелитополь), в/к 105 кг
- Рекорд № 162: Сумма двоеборья Static Monsters — 553 кг (24.10.2021 г. Мелитополь), в/к 105 кг
- Рекорд N 171: Подъём Зерхера — 242 кг (28.01.2023 г. Тбилиси, Грузия), в/к 105 кг
- Рекорд N 175: Подъём Зерхера — 250 кг (29.04.2023 г. Ереван, Армения), в/к 105 кг
- Рекорд N 182: Богатырская тяга (лямки) — 355 кг (11.06.2023 г. Рига, Латвия), в/к 105 кг

Армлифтинг:
- Silver Bullet Captains of Crush № 3 — 34.53 сек (26.03.2017 Днепр), абсолютный рекорд Украины

## Официальные командные рекорды мира
- Дамбл — 90 кг на 23 повторения/ 3 атлета/ 180 секунд (23.09.2017 г. Запорожье), в/к 105 кг
- Лог Лифт — 300 кг на 7 повторений/ 3 атлета/ 60 секунд (24.06.2018 г. Мелитополь), в/к 105 кг
- Дамбл — 90 кг на 24 повторения/ 3 атлета/ 180 секунд (24.06.2018 г. Мелитополь), в/к 105 кг
- Дамбл — 90 кг на 25 повторений/ 3 атлета/ 180 секунд (28.09.2018 г. Новая Каховка), в/к 105 кг
- Дамбл — 90 кг на 15 повторений/ 2 атлета/ 120 секунд (04.05.2019 г. Мелитополь), в/к 105 кг

## Цитаты
- „Если человек не предпринимает попытки сделать больше, чем он может, то ему никогда не удастся сделать все, на что он способен“ — это мой девиз по жизни. Я постоянно двигаюсь вперед и требую от себя невозможного!»